# Kathleen Mary Drew-Baker
Kathleen Mary Drew Baker, née le 6 novembre 1901 à Leigh, Royaume-Uni, et morte le 14 septembre 1957 à Manchester, est une phycologue britannique, connue pour sa recherche fondamentale sur les algues comestibles, en particulier Porphyra laciniata (nori), qui a conduit à une percée pour la culture commerciale.

## Recherches
Durant sa carrière, Kathleen Drew Baker étudie le cycle de vie de l'algue rouge Porphyra umbilicalis et découvre que la microscopique Conchocelis (Conchocelis rosea) — jusque-là on pensait que c'était une algue indépendante — est le stade diploïde du même organisme, Porphyra étant le stade macroscopique haploïde. Ses expériences sont rapidement répétées par le phycologue japonais Sokichi Segawa, qui à son tour révolutionne la culture du nori qui auparavant souffrait de récoltes incertaines. Déjà en 1953, Fusao Ota et d'autres biologistes marins japonais avaient développé des techniques de semis artificiels en se basant sur les recherches de Kathleen Mary Drew-Baker.
Kathleen Drew Baker est surnommée la « mère des océans » au Japon. Son travail est fêté tous les 14 avril.
Kathleen Drew Baker a travaillé la plus grande partie de sa vie universitaire dans le département de botanique cryptogamique de l'université de Manchester, tenant les postes de professeur de botanique et de chercheur de 1922 à 1957. Elle a également travaillé deux ans à l'université de Californie.
Elle est la cofondatrice et première présidente de la British Phycological Society (en).